# Social Entrepreneurship Akademie
Die Social Entrepreneurship Akademie ist eine Netzwerk-Kooperation der vier Münchner Hochschulen und deren angrenzenden Entrepreneurship Center. Mit einem interdisziplinären Ansatz treibt sie unter dem Leitspruch „Education for Societal Change“ gesellschaftlichen Wandel voran. Hierzu fördert sie soziale Gründungsvorhaben, bietet ein studien- bzw. berufsbegleitendes Qualifizierungsprogramm, sowie weitere Aus- und Weiterbildungsmöglichkeiten an und treibt den Aufbau eines breiten Netzwerks zur Verankerung des Themas Social Entrepreneurship voran. Die SEA wurde 2010 von Andy Goldstein, Bernhard Katzy, Kristina Notz und Klaus Sailer gegründet.
Die Angebote der Social Entrepreneurship Akademie richten sich an angehende Sozialunternehmer, Studierende, Young Professionals, Unternehmen und Soziale Organisationen, die sich für die Weiterbildungsangebote im Bereich gesellschaftliches Engagement und Innovation interessieren und konkrete Projekte umsetzen möchten. Die Themen Umwelt, Gesellschaft, Soziales und Bildung zählen zu den zentralen Aktionsfeldern der Social Entrepreneurship Akademie und spiegeln sich beispielsweise im Bildungsangebot und der Zielsetzung der Kooperationspartner wider.

## Organisation
Die Social Entrepreneurship Akademie ist ein Gemeinschaftsprojekt folgender Münchner Hochschulen und ihrer jeweils zugeordneten Entrepreneurship Centren
1. Hochschule für angewandte Wissenschaften München mit ihrem An-Institut Strascheg Center for Entrepreneurship (SCE)[1]
2. Ludwig-Maximilians-Universität München mit ihrer fakultätsübergreifenden Einrichtung LMU Entrepreneurship Center (LMU EC)[2]
3. Technische Universität München mit ihrem An-Institut UnternehmerTUM[3]
4. Universität der Bundeswehr München mit ihrem An-Institut Center for Technology and Innovation Management (ceTIM)[4]

## Kooperationspartner
Gefördert wird die Social Entrepreneurship Akademie u. a. von Falk F. Strascheg, Bernd Wendeln, der BMW Stiftung Herbert Quandt, BonVenture, der Vodafone Stiftung, der Stiftung Mercator und dem Stifterverband für die deutsche Wissenschaft. Als eigenständiges  Sozialunternehmen soll die Social Entrepreneurship langfristig durch ein finanzielles Mischmodell ökonomisch unabhängig werden. Die Social Entrepreneurship Akademie ist Mitglied im Social Entrepreneurship Netzwerk Deutschland.

## Angebote
Die Social Entrepreneurship Akademie möchte gesellschaftliche Innovationen durch die Verbindung von sozialem Denken und unternehmerischem Handeln vorantreiben. Dazu gehört das Bereitstellen von Information und Orientierung, Vermittlung von Wissen und Qualifizierung, Unterstützung bei Gründungsvorhaben, Schaffung von Raum für Ideen und Experimente und die Eröffnung von einem Netzwerk von Gleichgesinnten und Unterstützungs-Partnern.
Zu den Angeboten zählen das jährlich zum Wintersemester startende Zertifikatsprogramm Gesellschaftliche Innovationen, in dem Studierende und Young Professionals in einem zweijährigen Bildungsangebot in Social Entrepreneurship und Intrapreneurship qualifiziert werden. Ideen-Scouting und Gründungsberatung in allen Phasen einer (sozialen oder ökologischen) Existenzgründung sind der zweite Markenkern der Social Entrepreneurship Akademie. Die Gründungsförderung und -beratung ist nicht auf Studierende und Angehörige der Hochschulen beschränkt. Die Social Entrepreneurship Akademie bietet Unternehmen, Stiftungen und anderen Organisationen Beratung beispielsweise zu den Themen Social Reporting Standard (SRS), Nachhaltigkeit oder Corporate Social Responsibility (CSR) an.
Ferner veranstaltet die Social Entrepreneurship Akademie die jährlich stattfindende Global Entrepreneurship Summer School in München, bei der ca. 35 internationale Teilnehmer in einer Woche Geschäftsideen zur Lösungen für globale Herausforderungen entwickeln – 2013 beispielsweise zum Thema „Rethinking Education“.
Gemeinsam mit der Vodafone Stiftung Deutschland schreibt die Social Entrepreneurship Akademie das Förderprogramm Act for Impact aus für Sozialgründer, die mehr Chancengleichheit im Bereich Bildung und Integration schaffen, und verleiht den höchstdotierten Förderpreis in diesem Bereich in Deutschland. Auch organisiert sie öffentliche Ringvorlesungen zu gesellschaftlichen Themen mit.

## Förderungen
Bisher wurden u. a. diese erfolgreichen sozialen Unternehmen von der Social Entrepreneurship Akademie gefördert:
- Fair Observer
- Rock Your Life
- Sira Munich
- Centre Ya Bana
- Rock it Biz
- Polarstern
- Discovering hands
- Friends4school
- Tausche Bildung für Wohnen
- Buntkicktgut
- Augsilium

Die Gründungsförderung und -beratung ist nicht auf Studierende und Angehörige der Hochschulen beschränkt.

## Auszeichnungen
Die Social Entrepreneurship Akademie wurde 2010 für ihr Kooperationsmodell von dem Stifterverband für die Deutsche Wissenschaft und der Stiftung Mercator als Gewinner des/im Rahmen des Wettbewerbs „Mehr als Forschung und Lehre – Hochschulen in der Gesellschaft“ mit 190.000 Euro prämiert.
Die Social Entrepreneurship Akademie hat im Februar 2012 die Auszeichnung als „Ausgewählter Ort“ im bundesweiten Wettbewerb „365 Orte im Land der Ideen“ erhalten.
Das Zertifikatsprogramm der Social Entrepreneurship Akademie wurde 2012 von der UNESCO ausgezeichnet.